# ماركو أباتي
ماركو أباتي (بالإيطالية: Marco Abate)‏ هو رياضياتي إيطالي، ولد في 29 أغسطس 1962 في ميلانو في إيطاليا.

## وصلات خارجية
- الموقع الرسمي